# Aleurodicus destructor
Aleurodicus destructor là một loài côn trùng cánh nửa trong họ Aleyrodidae, phân họ Aleurodicinae.
Aleurodicus destructor được Mackie miêu tả khoa học đầu tiên năm 1912.